# Mödling
Mödling es una ciudad austríaca situada en el estado de Baja Austria al noreste del país. Se encuentra a unos 14 kilómetros de la capital, Viena y es la capital del Distrito de Mödling. 

## Lugares de interés
Posee uno de los centros comerciales más grandes de Europa: El Shopping City Süd (SCS), que fue inaugurado en 1976 y ocupa una superficie aproximada de 270.000 m². 
El SCS tiene  más de 330 tiendas, que emplean a unos 4500 empleados. Ofrece 10.000 plazas de aparcamiento, y atrae a los clientes no solo de Austria, sino también de otros países de Europa Central, como Hungría, Eslovaquia, Eslovenia, etc.

## Ciudades hermanas
Mödling está hermanada con las siguientes ciudades:
- Esch-sur-Alzette
- Velletri
- Zemun
- Offenbach del Meno
- Puteaux
- Köszeg
- Vsetín
- Saint-Gilles
- Zottegem

## Personajes famosos
- Ludwig van Beethoven, compositor, vivió allí en sus últimos años.
- Albert Drach, poeta.
- Martin Gusinde, sacerdote y etnólogo.
- Paul Harather, director, productor y autor.
- Alfred Maleta, político.
- Beata Maria Restituta, monja y enfermera.
- Arnold Schönberg, compositor, vivió aquí.
- Hermann Ullrich, compositor y escritor musical.
- Anton Wildgans, poeta.

## Deporte
El equipo local, el Admira Wacker Mödling participa en la Bundesliga, máxima categoría del fútbol austriaco.